# Давтян Єпрем Давидович
Єпрем-хан (вірм. Եփրեմ Խան; ім'я при народженні: Єпрем Давтян (вірм. Եփրեմ Դավթի Դավթյան)) — перський революціонер вірменського походження, головнокомандувач Збройними силами Перського тимчасового уряду (1909—1912).

## Життєпис
Єпрем Давтян народився в 1868 у с. Барсум Елізаветпольскої губернії (нині — село Чайкенд, Шамкірський район, Азербайджан). З юних років він часто їздив до сусіднього Ірану, де була велика вірменська діаспора.
У кінці 1880-х років Єпрем переїхав до Західної Вірменії, де організував партизанський загін, названий на балканський кшталт — Гайдуцький. Якийсь час вірменські гайдуки успішно боролися проти турецьких окупантів в околицях Муша, Сасуна і Вана.
У вересні 1890 р. Єпрем брав участь у невдалому поході, очолюваному Саркісов Кукуняном (1863—1913). Планувалося проникнути в турецькі межі з Російського Закавказзя, але план було зірвано. Частину гайдуків (з Єпремом включно) було заарештовано козачим роз'їздом. У 1892 р. Єпрема засудили й заслали на Сахалін. Звідти він втік і пробрався до іранського Тавризу. Багато гайдуків його загону також змушені були відступити до Ірану.
24 липня 1897 р. Єпрем у складі вірменського загону під командуванням Вардана (справжнє ім'я — Саркіс Меграбян, вірменин із Карабаху) нелегально перейшов персько-турецький кордон. Загін Вардана налічував 253 бійців — «фідаінов» і прямував у долину Ханасор — гніздо курдського племені мазрік. Вождь цього племені Шаріф-бек — полковник турецької кавалерії «Гамід» — ніс відповідальність за безліч злочинів проти мирного вірменського населення. Вардан наказав знищити всіх чоловіків племені мазрік, але не чіпати жінок і дітей. У ході 12-годинного бою люди Шаріф-бека (понад 2 тисячі бійців) були розгромлені й практично повністю знищені. Сам же полковник Шаріф-бек врятувався, переодягнувшись у жіночу сукню. Вірменські фідаіни втратили в бою 20 осіб.
За відомостями газети «Ранок Росії», якийсь час Єпрем Давтян «займався підрядами на нашій Ензелі-Тегеранській залізниці». Будучи прихильником іранського державного діяча Мальком-хана (етнічного вірменина), Єпрем Давтян поділяв його просвітницькі та політичні ідеї. Через це в 1905 році Єпрем приєднався до іранського конституційного руху. Також Єпрем заснував відділення партії Дашнакцутюн у Решті й Тавризі. Діяльним соратником Єпрема став Махлуто Смбат Бороян, майбутній командир 1-ї роти 1-го Вірменського добровольчого полку Російської армії в роки Першої світової війни.
У жовтні 1908 року Єпрем комітет «Пайлак» у місті Ензелі. Він організував доставку у цей порт боєприпасів з Кавказу. Звідти до Ензелі прибуло 20 вірменських і 35 грузинських добровольців. Незабаром Єпрем поставив прапор Вірменської Революційної Федерації на ратуші порту Ензелі. «Пайлак» відіграв велику роль у революційному русі іранських народів.
Участь Єфрем-хана в перської революції почалася з 1909 року, хоча ще в 1905 році він у Решті утворив загін добровольців-фидаїв і разом з іншими вождями націоналістів рушив на Тегеран. Він брав участь у взятті Казвіна, а потім командував головними силами фидаїв, які взяли столицю.Казвін був узятий 21 квітня 1909 року. На початку липня 1909 р. фідаї Єпрем-хана досягли тегеранських передмість і об'єдналися з півдня ополченням Бахтіярів, яке підійшло. Після дводенних боїв із Перською козачою бригадою 13 липня 1909 р. фідаї і Бахтіяр увійшли до столиці.

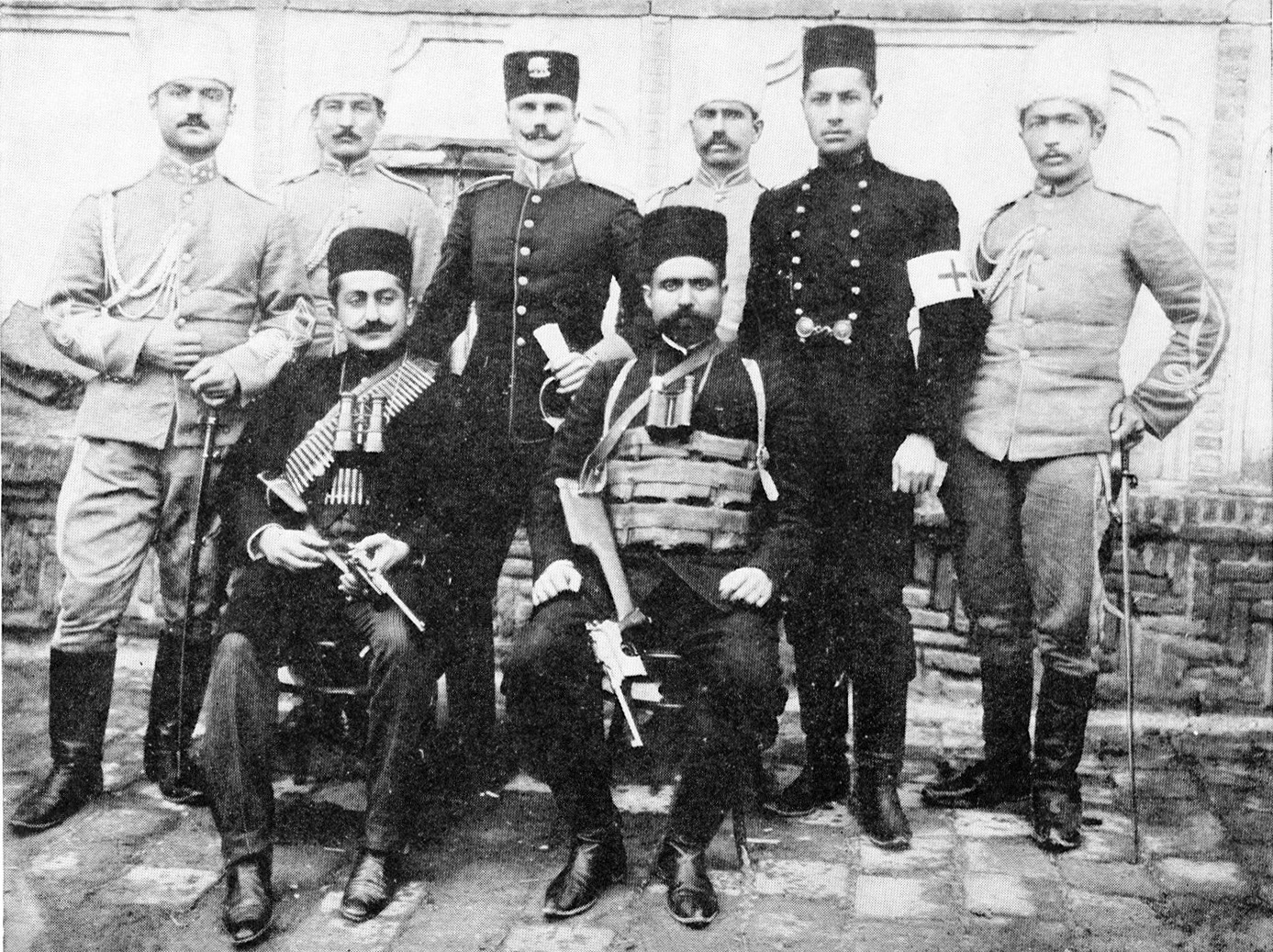
Єпрем-хан (в першому ряду, праворуч) з Сардар-Бахадур і майором Хаазе в Тегерані 1911 р

30 липня 1909 р. Меджліс II скликання ствердив Єпрем-хана на посаді начальника поліції Тегерану. Невдовзі Єпрем навів лад у столиці й провів серію реформ силових структур. Скромно і з великим тактом вмінням та енергією підтримував порядок у Тегеране. У 1910 році Єпрем-хан очолив усю поліцію Персії. Під його керівництво перейшов і ряд армійських об'єднань. Загалом він керував 60-ма боями і незмінно виходив переможцем. Перський тимчасовий уряд присвоїв йому звання Сардара (маршала). Велика частина воїнів його армії складалася з вірмен.
У серпні 1910 р. Єпрем-хан, прийняв під свою команду частину бахтіярських формувань, розгромив загони азербайджанських революціонерів Саттар-хана і Багир-хана, що взяли сторону младотурків. 300 бійців Саттар-хана загинули, сам він був важко поранений в ногу. Велику частину азербайджанців було роззброєно. У 1911 р.  Мохаммед-Алі-шах Каджар (раніше емігрував до  Одеси) висадився з невеликим загоном в Астрабаді. До нього приєдналися інші про-каджарські формування, але всі вони були розгромлені силами Єпрем-хана. Мохаммед-Алі-шах повернувся до Росії.
В 1912 році ускладнилися відносини Єпрем-хана з Дашнакцутюн ом. Так, лідер гнчакістів сапах-Гюля стверджував, що у січні 1912 року було нібито підписано таємну угоду між дашнаками й іттіхадистами (младотурками): більшість пунктів угоди було присвячено Персії, точніше діяльності тамтешнього дашнакского військового керівника Єфрем-хана. Ми вперше бачимо, як міжнародний аспект діяльності Дашнакцутюн, дії партії за межами Османської імперії виявляються при певних обставинах предметом торгу в її переговорах з Іттіхад. Іншими словами, заради того, щоб домогтися поступок від своїх младотурецьких союзників в османському контексті, Дашнакцутюн час від часу доводилося кидати на шальки терезів свій вплив у інших регіонах.
Січнева угода 1912 року передбачала стримування з боку АРФ дій Єфрем-хана в Персії, які заохочували російські амбіції. Активність Єфрем-хана в боротьбі проти шахського режиму була вигідна Росії, оскільки дала привід для введення військ і подальшого поділу країни на сфери впливу Росії й Великої Британії. Партія Дашнакцутюн погодилася не проводити в Персії військових операцій і не залучати османських підданих в інші види своєї діяльності в Персії. Західне бюро негайно направило відповідні інструкції в партійний комітет в Персії, а також вирішило переглянути його проросійську позицію, закликавши до припинення дій Єфрема, який, як вони вважали, виконує вказівки з російської столиці. Передбачалося, що Західне бюро жорстко виступило проти наступу Єфрема на Хамадан.
Відважний полководець Єпрем-хан був убитий 6 травня 1912 поблизу міста Хамадана, в ході битви з про-каджарським курдським загоном у села Сурджит.
Вищезгаданий сапах-Гюля висловив своє припущення про можливу участь АРФ Дашнакцутюн у вбивстві Єпрем-хана, яке, нібито сталося вже після бою, при загадкових обставинах, коли Єпрем повертався з перемогою до Хамадану. Але це звинувачення досі лишилося недоведеним.
Іранська історіографія високо оцінила Єпрем-хана як прогресивного буржуазно-демократичного діяча, народного героя і талановитого полководця.

## Досягнення
- Головнокомандувач Збройними силами Персії
- Сардар (маршал)

## Різне
- Похований у Тегерані, у дворі вірменської школи, що названа його іменем Колишня школа Айказян.
- В огорожі церкви Сурб-Аствацацин (Тегеран) йому поставлений пам'ятник (скульптор Л. Терьян).
- У Персії його нарекли «Дантоном Сходу».
- Видатний вірменський поет Аветік Ісаакян писав про Давтяна:

«Під копитами коней Шапуха і азкертов, шах-Аббас і ага-Мамедханов Вірменія перетворилася на попіл. Але з цього попелу повстав Єпрем зі своїми відважними бійцями, коні яких переможно пройшлися по праху Шапуха і шах-Аббасі, з тим з тим щоб відродити мир, братерство і рівність».